# Mes petites amoureuses
Mes petites amoureuses és una pel·lícula francesa de Jean Eustache estrenada el 1974.

## Argument[1]
Daniel viu una infantesa feliç en un petit poble dels voltants de Bordeus, amb la seva àvia i els seus amics. Quan ha de retornar a l'escola, la seva mare el fa anar a Narbona amb ella i del seu company. Amb una situació precària a casa, Daniel es veu obligat a abandonar l'escola i treballar com a aprenent de mecànic. A la ciutat descobrirà el món dels adults, al mateix temps que desperta la seva sexualitat. Hi coneix les seves primeres emocions amoroses.

## Repartiment
- Martin Loeb: Daniel
- Jacqueline Dufranne: L'àvia
- Jacques Romain
- Ingrid Caven: La mare
- Marie-Paule Fernandez: Françoise
- Henri Martinez: Henri Martinez
- Maurice Pialat

## Genesi del film
Per al paper de l'àvia, Jean Eustache havia pensat en principi en Jeanne Moreau.

## Rodatge[2]
Les escenes que passen a Pessac han estat rodades a Varzy, Nièvre. Entre el rodatge de la pel·lícula el 1974 i la infantesa del cineasta, Pessac havia canviat massa pel gust del cineasta i havia esdevingut un suburbi de Bordeus. Igualment, Eustache ha filmat l'estació de Carcassona en lloc de l'estació de Narbona

### Títol
El títol està tret d'un poema d'Arthur Rimbaud.